# Vitalität
Die Vitalität (von lateinisch vitalis ‚zum Leben gehörig, Leben enthaltend, Leben erhaltend, Lebenskraft habend oder gebend‘), genannt auch Lebenskraft, eines Organismus wird dadurch bestimmt, wie gut dieser es schafft, sich an seine Umgebung anzupassen bzw. seine Umgebung zu nutzen. Man versteht dabei unter Vitalität die Fähigkeit, unter den vorgefundenen Umweltbedingungen zu gedeihen und zu überleben. In der Ökologie ist mit Vitalität auch die Konkurrenzfähigkeit von Arten gemeint.
Beim Menschen wird unter Vitalität „die geschlechts- und alterstypische Funktionsfähigkeit und Befindlichkeit“ verstanden. Es handelt sich um eine biopsychosoziale Perspektive, die das Körperliche, Mentale, Emotionale und die soziale Bezogenheit erfasst.

## Dimensionen der Vitalität beim Menschen
Die Grunddimensionen der biologisch-sozialen Existenz sind das Alter und die funktionale Gesundheit bzw. Krankheit des Menschen.
Dabei umfasst die Dimension des Alters das kalendarische, funktionale und das Rollenalter. Unter dem kalendarischen Alter versteht man das chronologische bzw. das Ausweisalter. Funktionales Alter begreift das Altern nicht als defizitären Prozess, sondern legt die Betonung auf eine Verbesserung der Funktionskapazitäten bis weit in die zweite Lebenshälfte. Zu diesen Funktionskapazitäten zählen beispielsweise das Qualitäts- und Verantwortungsbewusstsein, die Urteilsfähigkeit und die soziale Kompetenz, die mit steigendem Alter zunehmen. Das Rollenalter ergibt sich aus einer anforderungsdifferenzierten Bewertung klassischer Altersstereotype. Obwohl im Allgemeinen jung mit unerfahren und alt mit leistungsschwach gleichgesetzt werden, erlangen diese Altersklassen durch den Zusatz der sozialen Rolle eine andere Bedeutung: Während ein 40-jähriger Mittelstürmer als alt angesehen wird, gilt ein 40-jähriger Fußballtrainer als jung.
Mit der Dimension der funktionalen Gesundheit bzw. Krankheit des Menschen sind seine Belastbarkeit und Leistungsfähigkeit gemeint. Diese Dimension ist für die Ressourcenmedizin von grundsätzlicher Bedeutung. Die funktionale Gesundheit bzw. Krankheit erschließt sich über die Fähigkeit zur Anpassung, die sich lediglich bei biologischen Systemen findet.

## Begriffsgeschichte
Der Begriff Lebenskraft (lateinisch Vis vitalis) war in seiner Entstehungszeit Ende des 18. Jahrhunderts sehr populär und wurde oft auch wenig spezifisch gebraucht, als weit verbreiteter Platzhalterbegriff für unverstandene körperliche Vorgänge. Sprachlich und inhaltlich standen ihm das Principium vitalis mit forces radicales und forces agissantes oder agens vitalis im Vitalismus, das Sentient principle (Robert Whytt), die vital power (John Hunter), die Lebenskraft bei Friedrich Casimir Medicus aus Mannheim, der den Begriff 1774 einführte, oder Caspar Friedrich Wolffs vis essentialis nahe. Später benutzte Georg Groddeck in seiner Konzeption des vitalen Es auch den Ausdruck Lebenskraft.
In der mittelalterlichen und frühneuzeitlichen Medizin wurde eine verborgene Kraft (Heilkraft bzw. Lebenskraft) als virtus occulta (von lateinisch virtus, hier als Bezeichnung für das einem Arzneimittel innewohnende wirksame Prinzip) bezeichnet.
Für den britischen Mediziner und Naturforscher John Hunter war die „Lebenskraft“ ein physiologischer Grundsatz und er entwickelte eine Lehre von der Vitalität des Blutes. Die Vorstellung einer Lebenskraft wurde als Gesundheits- und Krankheitskonzeption von Christoph Wilhelm Hufeland Ende des 18. und Anfang des 19. Jahrhunderts differenziert beschrieben. Hufeland nahm Elemente aus dem „Animismus“ oder Psychodynamismus Georg Ernst Stahls, aus dem Vitalismus von Théophile de Bordeu und Paul-Joseph Barthez und aus der Irritabilitätstheorie Albrecht von Hallers, der um 1752 eine Lehre von der Irritabilität und Sensibilität formuliert hatte, auf. Vom Brownianismus grenzte er sich ausdrücklich ab.
Hufeland sah als Grundursache aller Lebensvorgänge und als Selbsterhaltungsprinzip des Organismus eine allgemeine Lebenskraft mit weiteren Teilkräften:
- eine erhaltende Kraft,
- eine regenerierende und neubildende Kraft,
- eine besondere Lebenskraft des Blutes,
- eine Nervenkraft,
- eine Kraft, die eine allgemeine Reizfähigkeit des Körpers bewirke, sowie
- eine Kraft, die eine spezifische Reizfähigkeit des Körpers bewirke.

Krankheit sei eine Beeinträchtigung der Lebenskraft beziehungsweise der Lebenskräfte durch krankmachende Reize. Sichtbare Zeichen der Krankheit seien Heilreaktionen der Lebenskraft auf solche Krankheitsreize. Die Heilkraft der Natur (vis medicatrix naturae) und die Lebenskraft seien wesensgleich, wenn nicht identisch. Jedes therapeutische Handeln des Arztes wie auch jede Selbstbehandlung durch den Patienten solle die individuelle Lebenskraft unterstützen. Insgesamt habe sich das ärztliche Handeln am Prinzip des contraria contrariis zu orientieren. Dabei empfahl Hufeland neben der vorsichtigen Anwendung von Medikamenten die Beachtung diätetischer Regeln und physikalische Therapien (zum Beispiel als Wasseranwendungen). 
Auf Hufelands Konzept gehen Impulse für die Entwicklung der Naturheilkunde im 19. Jahrhundert zurück.
Als um 1850 Physiologie und Pathologische Anatomie zu Leitwissenschaften der Medizin, die sich zu einer angewandten, den Gesetzen der Physik unterworfenen Naturwissenschaft entwickelt hatte, wurden, versiegten die Spekulationen über die Existenz der Lebenskraft (Vertreter der damals beginnenden „Ära des materialistischen Reduktionismus“ waren der Berliner Physiologe Emil Du Bois-Reymond und der Berliner Pathologe Rudolf Virchow).
In späterer Zeit wurde wieder von Lebenskraft oder Lebensenergie in vielen Bereichen der Alternativmedizin einschließlich der Homöopathie mit unterschiedlichem Verständnis gesprochen.

## Lebenskraft in der Homöopathie
Auch Samuel Hahnemann bezog sich in seinem homöopathischen Spätwerk auf einige der Grundthesen Hufelands, gelangte aber zu anderen therapeutischen Konsequenzen. Die von ihm in den letzten Auflagen des Organon beschriebene „Verstimmung der Lebenskraft“, welche durch ein (wie die immaterielle Lebenskraft ebenfalls geistartiges, immaterielles) „Miasma“ verursacht werde, kann als Versuch gesehen werden, das Ähnlichkeitsprinzip nach damaligem Stand „wissenschaftlich“ zu erklären.

In der Klassischen Homöopathie spielt die Lebenskraft aber auch heutzutage eine zentrale Rolle. In der Lehre der Klassischen Homöopathie kann Heilung nicht durch ein homöopathisches Arzneimittel erreicht werden, sondern nur durch die Korrektur der Lebenskraft. Das ähnliche Arzneimittel soll beim Erkrankten die Lebenskraft, die unsichtbar und nur an ihren Wirkungen zu erkennen ist, wieder in geordneten Bahnen fließen lassen.

## Vitalität in Land- und Forstwirtschaft

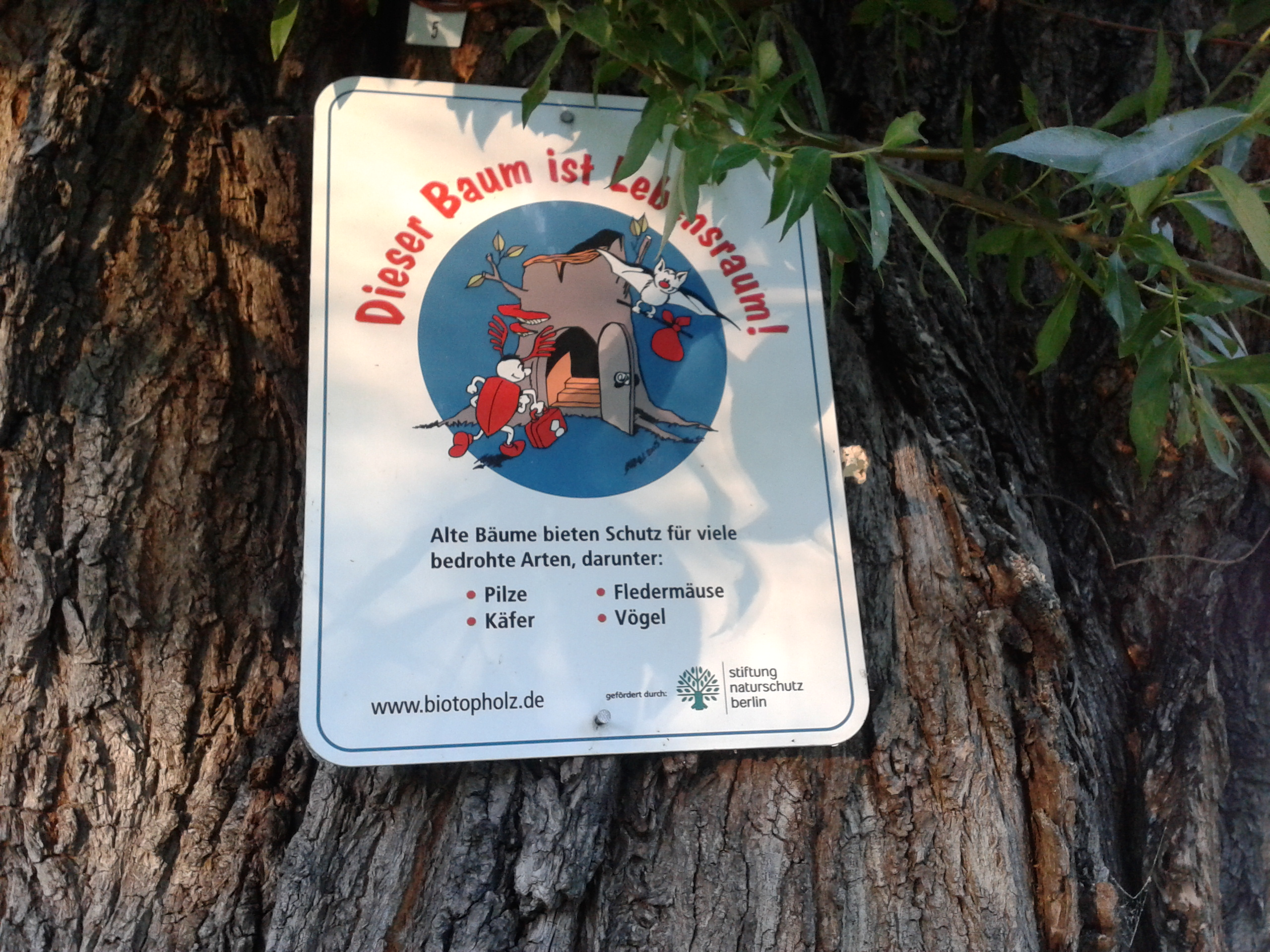
Alte Bäume als Lebensraum für verschiedene Arten

Die Einflussfaktoren auf die Vitalität von pflanzlichen und tierischen Nachkommen wurde grundlegend von Caspar Friedrich Wolff untersucht. Die Prüfung der Keimfähigkeit und Pflege von Saatgut fand schon im 18. Jahrhundert in der Agrarforschung Eingang, die Regeln dafür werden international von der ISTA festgelegt und weiterentwickelt. Seit der Einführung der Hybridzucht in der Pflanzen- und Tierzucht ist die Prüfung der Vitalität von Nachkommen für die Selektion von Inzuchtlinien und Züchtung erfolgreicher Hybriden obligatorisch.